# Liste des évêques du Puy-en-Velay

## Liste des évêques duPuy-en-Velay

### Antiquité
- Evode (Evodius) dit Saint Vosy vers 365 - vers 385[1]
- Syagrius (parfois déformé en Suacrus) vers 385 - vers 425[2]
- Armentaire (Armentarius) vers 425 - vers 485[3]

### Moyen Âge
- Scutaire (Scutarius) vers 485 - vers 555[4]
- Aurèle (Aurelius) vers 555 - vers 600[5]
- Saint Agrève (Sanctus Agrippa), mort vers 602[6].
- Plusieurs évêques anonymes vers 602 - vers 810[7]
- Dructan (Dructanus) vers 810 - vers 840[8]
- Arduin (Arduinus) vers 840 - vers 870[9]
- Guy (Wido) vers 875 - 877[10]
- Norbert (Norbertus) vers 880 - vers 915[11]
- Adalard 919 - 923
- Hector 923 - 929
- Arnold 929 - 936
- Gotiscalc 936 - 962
- Bégon 962 - 975
- Guy II d’Anjou 975 - 996
- Drogon d'Anjou 996 - 997
- Étienne de Gévaudan 997 - 998
- Théodard (Theoddardus) 998 - 1016
- Frédol d'Anduze 1016 - 1031
- Étienne II de Mercœur 1031- 1053
- Pierre de Mercœur 1053 - 1073
- Étienne III de Polignac 1073 - 1077
- Adhémar de Monteil 1082 - 1098
- Pons de Tournon 1102 - 1112
- Pons II de Montboisier 1112 - 1128
- Humbert d'Albon 1128 - 1144
- Pierre II 1145 - 1155
- Pons III 1158
- Pierre III de Solignac 1159 - 1189
- Ainard 1189 - 1195
- Odilon de Mercœur 1197 - 1198
- Bertrand de Chalencon 1198 - 1213
- Robert de Mehun 1213 - 1219
- Étienne IV de Chalençon 1220 - 1231
- Bernard de Rochefort 1231 - 1236
- Bernard  II de Montaigu 1237 - 1248
- Guillaume de Murat 1248 - 1250
- Bernard III de Ventadour 1251 - 1255
- Armand de Polignac 1255 - 1257
- Guy III Foulques 1257 - 1259
- Guillaume II de La Roue 1263 - 1283
- Guy IV 1283
- Fredol II de Saint-Bonnet 1284 - 1289
- Guy V de Neufville 1290 - 1296
- Jean de Comines 1296 - 1308
- Bernard IV de Castanet 1308 - 1317
- Guillaume III de Brosse 1318
- Durand de Saint-Pourçain 1318 - 1326
- Pierre IV Gougeuil 1326 - 1328
- Bernard V Le Brun 1327 - 1342
- Jean II Chandorat 1342 - 1356
- Jean III de Jourens 1357 - 1361
- Jean IV de Cardaillac 1361
- Bertrand II de La Tour 1361 - 1382
- Bertrand III de Chanac 1383 - 1384
- Pierre V Girard  1384 - 1390
- Gilles de Bellemère 1390
- Ithier de Martreuil 1390 - 1395
- Pierre VI d’Ailly 1395 - 1397
- Elias de L'Estrange 1398 - 1418
- Guillaume IV de Chalençon 1418 - 1443
- Jean de Bourbon 1443 - 1485
- Geoffroi III de Pompadour 1486 – 1514

### Époque moderne
- Antoine de Chabannes 1514 - 1535
- François de Sarcus 1536 - 1557
- Martin de Beaune 1557 - 1561

Carte du diocèse du Puy en 1781.

- Antoine II de Senneterre 1561 - 1592
- Jacques de Serres 1597 - 1621
- Just de Serres 1621 - 1641
- Henri Cauchon de Maupas du Tour 1641 - 1661
- Armand de Béthune 1663 - 1703
- Claude de La Roche-Aymon 1703 - 1720
- Godefred II de Conflans 1721 - 1723
- Charles de Beringhem 1726 - 1742
- Jean-Georges Lefranc de Pompignan 1743 - 1774
- Marie-Joseph de Galard de Terraube 1774 - 1801

### Évêque constitutionnel
- Étienne Delcher 1791 - 1801  évêque constitutionnel du diocèse de la Haute-Loire

### Époque contemporaine
- Jean-Marie Cliquet de Fontenay 1817 - 1817[12],[13],[14].
- Louis-Jacques-Maurice de Bonald 1823[15] - 1840
- Pierre-Marie-Joseph Darcimoles[16] 1840 - 1847
- Auguste de Morlhon 1847 - 1862
- Pierre Le Breton 1863 - 1886
- Fulbert Petit 1887 - 1894
- Constant Guillois 1894 - 1907
- Thomas-François Boutry 1907 - 1925
- Norbert-Georges-Pierre Rousseau 1925 - 1939
- Joseph-Marie Martin 1940 - 1948
- Joseph-Marie Chappe 1949 - 1960
- Jean-Pierre Dozolme 1960 - 1978
- Louis Cornet 1978 - 1987
- Henri Brincard 1988 - 2014
- Luc Crepy 2015 - 2021
- Yves Baumgarten depuis 2022